# Kopyczyńce (gmina)
Kopyczyńce – dawna gmina wiejska w powiecie kopyczynieckim województwa tarnopolskiego II Rzeczypospolitej. Siedzibą gminy było miasto Kopyczyńce, które stanowiło odrębną gminę miejską.
Gminę utworzono 1 sierpnia 1934 r. w ramach reformy na podstawie ustawy scaleniowej z dotychczasowych gmin wiejskich: Hadyńkowce, Kociubińce, Kotówka, Majdan, Oryszkowce, Tudorów, Zaremba i Żabińce, przekształcając je w gromady, czyli składowe gminy.
20 września 1934 a) z gromady Kociubińce wyodrębniono dwie nowe gromady: Czahary i Łózki; b) z gromady Oryszkowce wyodrębniono dwie nowe gromady: Czarnołozy i Korczakowa; c) z gromady Kotówka wyodrębniono nową gromadę Teklówka; d) z gromady Hadyńkowce wyodrębniono nową gromadę Wygoda. Gmina Kopyczyńce składała się odtąd z 14 gromad: Czahary, Czarnołozy, Hadyńkowce, Kociubińce, Korczakowa, Kotówka, Łózki, Majdan, Oryszkowce, Teklówka, Tudorów, Wygoda, Zaremba i Żabińce.
Od września 1939 do lipca 1941 gmina znajdowała się pod okupacją ZSRR, a 1 sierpnia 1941 weszła w skład Generalnego Gubernatorstwa i nowo utworzonego dystryktu Galicja. Gmina przynależała odtąd do powiatu czortkowskiego (Kreishauptmannschaft Czortków). Przyłączono do niej wówczas obszar zlikwidowanej gminy Suchostaw (gromady Jabłonów i Suchostaw), a odłączono gromady Hadyńkowce i Żabińce, włączając je do gminy Probużna. W 1943 roku gmina składała się z ośmiu gromad (Czahary, Jabłonów, Kociubińce, Kotówka, Majdan, Oryszkowce, Suchostaw i Tudorów) i liczyła 12931 mieszkańców.
Po II wojnie światowej obszar gminy znalazł się w ZSRR.